# Buster Posey
Buster Posey, all'anagrafe Gerald Dempsey Posey (Leesburg, 27 marzo 1987), è un ex giocatore di baseball statunitense.

## Carriera

### Inizi e Minor League
Nato a Leesburg, Georgia da Demp e Tracy, Buster è il primogenito di quattro figli. Il soprannome "Buster" deriva dal soprannome d'infanzia di suo padre. Crebbe come tifoso degli Atlanta Braves e giocò da ragazzo, oltre che a baseball, a football americano, calcio e pallacanestro.
Frequentò la Lee County High School nella sua città natale e da lì venne selezionato nel 50º turno del draft MLB 2005 dai Los Angeles Angels of Anaheim. Dopo aver scelto di non firmare, si iscrisse alla Florida State University di Tallahassee. Nel suo secondo anno di università, nel 2007, divenne ricevitore su suggerimento dell'assistente allenatore della squadra, Mike Martin Jr. Prima del cambio di posizione, ricopriva il ruolo di interbase e alle superiori anche di lanciatore.
Fu scelto dai San Francisco Giants nel primo turno, come quinta scelta assoluta del Draft MLB 2008, ottenendo un bonus alla firma di 6,2 milioni di dollari. cominciò a giocare nello stesso anno, nelle classi Rookie e A-breve. Iniziò la stagione 2009 nella classe A-avanzata e il 13 luglio venne promosso nella Tripla-A.

### Major League (MLB)

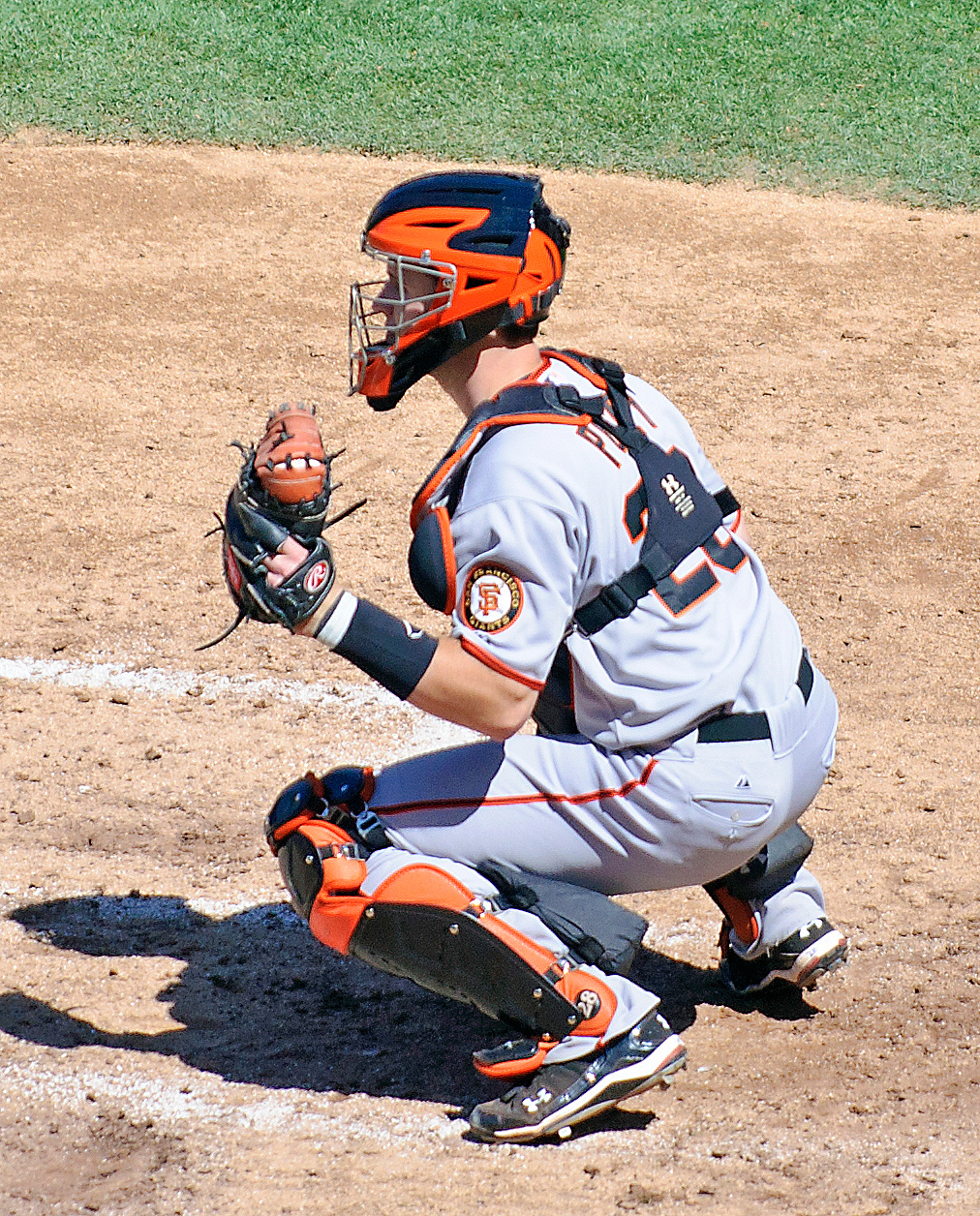
Posey il 12 settembre 2010

Posey debuttò nella MLB l'11 settembre 2009, all'AT&T Park di San Francisco, contro i Los Angeles Dodgers. Venne schierato nell'ottavo inning e partecipò ad un solo turno di battuta, dove fu eliminato per strikeout. Colpì la prima valida nella sua seconda partita, il 19 settembre, sempre contro i Dodgers. Il 2 ottobre contro i Padres, segnò il suo primo punto.
Dopo avere iniziato la stagione 2010 nelle minor league, fu richiamato nelle major league nel mese di maggio. Il 9 giugno, batté il primo fuoricampo, un home run da due punti. A causa della presenza di Bengie Molina come ricevitore, Posey iniziò inizialmente a giocatore come prima base, ma divenne il catcher titolare dei Giants a giugno quando Molina fu scambiato coi Texas Rangers, la squadra che in seguito i Giants affrontarono, e batterono, nelle World Series. Considerato ancora un rookie, visto le poche partite disputate nella stagione precedente, Posey terminò con una media battuta di .305, con 18 fuoricampo e 67 punti battuti a casa (RBI), venendo premiato come esordiente dell'anno della National League. Nei vittoriosi playoff dei Giants, fu il ricevitore in ogni gara della squadra californiana.
Nel 2011, Posey saltò la maggior parte della stagione a causa di un grave infortunio dopo una collisione sul piatto di casa base con Scott Cousins.

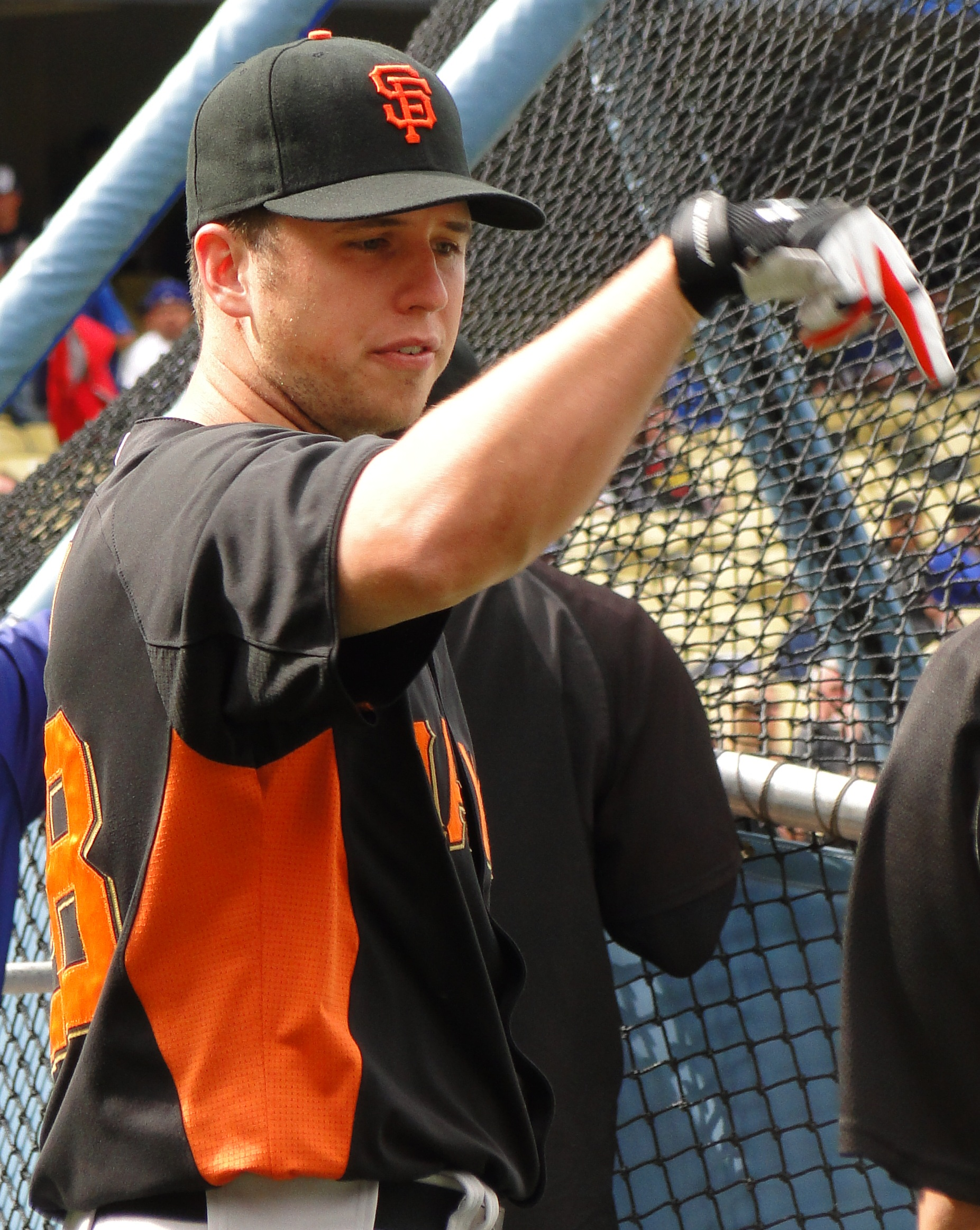
Posey nel 2011

Posey fece ritorno dall'infortunio il 6 aprile 2012. Il 13 giugno, fu il ricevitore titolare della partita perfetta di Matt Cain. In luglio venne convocato e partecipò al suo primo All-Star Game. Concluse la stagione alla guida della National League in media battuta con .336. Divenne così il secondo giocatore della storia dei San Francisco Giants a vincere il titolo di miglior battitore, venendo premiato come MVP della National League. Nello stesso anno conquistò le sue seconde World Series, quando i Giants batterono i Detroit Tigers per quattro gare a zero.
Nel 2013, Posey firmò un rinnovo contrattuale del valore di 167 milioni di dollari, una somma da record per un giocatore del suo livello di esperienza.
Nel 2014, vinse le sue terze World Series, dove i Giants sconfissero i Kansas City Royals.
Nel 2016 fu convocato per il suo quarto All-Star Game e vinse il suo primo Guanto d'oro per le sue prestazioni a livello difensivo.
Il 2 luglio 2017, Posey fu convocato come titolare per il suo quinto All-Star Game. A fine anno vinse il quarto Silver Slugger Award dopo avere chiuso con una media battuta di .320, 12 fuoricampo e 67 RBI.
Nel 2018 venne convocato per il suo sesto All-Star Game, a cui non prese parte a causa di un infortunio all'anca. Giocò la sua ultima partita stagionale il 24 agosto e il giorno seguente annunciò la necessità di operarsi all'anca, terminando dunque in anticipo la stagione.
Il 10 luglio 2020, Posey annunciò la decisione di non partecipare alla stagione 2020 a causa dei rischi derivati dalla pandemia di COVID-19.
Il 4 novembre 2021 ha annunciato il proprio ritiro.

## Palmarès

### Nazionale
- World Baseball Classic:  Medaglia d'Oro

Team USA: 2017

### Club
- World Series: 3

San Francisco Giants: 2010, 2012, 2014

### Individuale
- MVP della National League: 1

2012
- Esordiente dell'anno della National League: 1

2010
- MLB All-Star: 7

2012, 2013, 2015, 2016, 2017, 2018, 2021
- Guanti d'oro: 1

2016
- Silver Slugger Award: 5

2012, 2014, 2015, 2017, 2021
- Hank Aaron Award: 1

2012
- Comeback Player of the Year: 1

2012
- Defensive Player of the Year:

2015, 2016
- Capoclassifica della NL in media battuta: 1

2012
- Giocatore del mese: 1

NL: luglio 2010
- Esordiente del mese: 1

NL: luglio 2010
- Giocatore della settimana: 3

NL: 11 luglio 2010, 30 giugno 2013, 7 settembre 2014
- (1) Golden Spikes Award - 2008
- (1) Dick Howser Trophy - 2008